# Christophe David (rugby à XV)
Pas d'image ? Cliquez ici

a Compétitions nationales et continentales officielles uniquement.

b Matchs officiels uniquement.
Dernière mise à jour le 3 avril 2018.
Christophe David, né le 31 juillet 1991, est un joueur français de rugby à XV évoluant au poste de talonneur. Il joue au RC Narbonne depuis 2021.

## Biographie
Christophe David est issu du centre de formation de l'USAP. C'est d'ailleurs au sein du club catalan qu'il fait ses débuts professionnels en 2012.
Après quatre saisons passé à Perpignan, il rejoint en 2016 le Stade Montois en Pro D2. Dans les Landes, il participera à cinq saisons et disputera plus de cent matchs.
À l'issue de la saison 2020-2021, il s'engage avec le RC Narbonne alors récemment promu en Pro D2.
Il est sélectionné avec les Baby Barbarians, qui regroupe les meilleurs joueurs français de Pro D2, pour affronter la Géorgie en mai 2018. Dans un match très serré de bout en bout, les Baby Babaas s'inlinent 16 à 15 à Tbilissi.
- 2012 - 2016 : USA Perpignan
- 2016 - 2021 : Stade Montois
- 2021 - : RC Narbonne